# Мајк Радерфорд
Мајкл Џон Клит Крофорд Радерфорд (енгл. Michael John Cloete Crawford Rutherford; 2. октобар 1950) енглески је музичар и аутор песама, најпознатији као оснивач и члан група Genesis и Mike + The Mechanics.

## Биографија
Радерфорд је рођен 2. октобра 1950. године у Чертзију и од малена је показивао интересовање за музику. У средњој школи је основао свој бенд.
Заједно са Питером Гејбријелом, Тонијем Бенксом и Крисом Стјуартом је оформио Genesis 1967. године. Са групом је остварио неке велике хитове, поготово током 80-их када се групи прикључио Фил Колинс.
Почетком 80-их је снимио и два соло албума, али је због свог личног незадовољства престао са соло каријером. То је био један од разлога оснивања групе Mike + The Mechanics 1985. године.

## Дискографија

### Соло
- Smallcreep's Day (1980)
- Acting Very Strange (1982)